# Emil Berg (Politiker, 1874)
Emil Berg (* 2. Mai 1874 in München; † 29. September 1957) war ein deutscher Politiker und in den Jahren 1945 und 1946 Bürgermeister von Freising.
Der Elektroingenieur Emil Berg zog 1944 von München nach Freising, nachdem seine Wohnung bei einem Luftangriff zerstört worden war. Nachdem die amerikanischen Truppen am 29. April Freising eingenommen hatten, wurde für kurze Zeit der Polizeikommissar Andreas Rasch zum Bürgermeister bestimmt. Schon am 2. Mai wurde allerdings der 71-jährige Emil Berg als Bürgermeister eingesetzt. In seiner Amtszeit wurde Freising die 1935 entzogene Kreisfreiheit wieder zuerkannt. Nach der Stadtratswahl im Mai 1946 wurde Karl Wiebel sein Nachfolger.
Im Neubaugebiet auf dem Gelände der General-von-Stein-Kaserne wurde eine Straße nach Emil Berg benannt.